# SEGA AGES
SEGA AGES（セガ エイジス）とは、セガが過去にリリースしたコンピュータゲームを最新ハードで復刻するシリーズ作品。

## シリーズの歴史
- 1996年 - セガサターンで「SEGA AGES」と題された初のシリーズが始動。1998年まで13タイトルがリリースされた。
- 2003年 - PlayStation 2で「セガエイジス2500シリーズ」と題された新シリーズが始動。シリーズ中期より有限会社エムツー(M2)が開発を担当、現在まで続くシリーズの特徴を作り上げ、2008年までに33タイトルがリリースされた。
- 2012年 - 「セガエイジスオンライン」と題されたシリーズが展開。CD-ROMの大容量を活かし一つのディスクに多数の作品を収録したタイトルが多かった方針を転換し、このシリーズからインターネットを利用した「配信ゲーム」として、各作品を個別にリリースする事が基本となる。PlayStation 3で6作品、Xbox 360で5タイトルがリリースされた（XboX 360はオムニバス収録作品）。
- 2018年 - Nintendo Switch版「SEGA AGES」シリーズが同年9月から展開スタート。

## セガサターン版
セガ往年の名作やアーケードゲームをセガサターンに完全復刻させるプロジェクトとして、1996年5月発売の「宿題がタントア〜ル」を皮切りに1998年10月まで断続的に発表された。

### シリーズ
| 発売日          | オリジナル プラットフォーム | タイトル                                                                          | 備考 |
| --------------- | --------------------------- | --------------------------------------------------------------------------------- | --- |
| 1996年 5月24日  | AC                          | 宿題がタントア〜ル                                                                | 『クイズ宿題を忘れました』と『タントアール』のカップリング移植。                                                        |
| 1996年 7月19日  | AC                          | スペースハリアー                                                                  | セガサターン後期型で正常に動作しない不具合が発生する。 プログラム改修版に交換対応した。                                 |
| 1996年 9月20日  | AC                          | アウトラン                                                                        | セガサターン後期型で正常に動作しない不具合が発生する。 プログラム改修版に交換対応した。                                 |
| 1996年 9月27日  | AC                          | アフターバーナーII                                                                | |
| 1996年 12月27日 | AC                          | 廊下にイチダントアール                                                            | 『クイズ廊下に立ってなさい!』と『イチダントアール』のカップリング移植。                                                 |
| 1997年 2月21日  | AC                          | ファンタジーゾーン                                                                | |
| 1997年 2月28日  | AC                          | メモリアルセレクションVOL.1                                                       | 『ヘッドオン』『ペンゴ』『アップン ダウン』『フリッキー』のセット。                                                     |
| 1997年 10月30日 | AC                          | コラムスアーケードコレクション                                                    | 『コラムス』『コラムスII』『スタックコラムス』『コラムス'97』のセット。                                                 |
| 1997年 11月27日 | AC / SG-1000                | メモリアルセレクションVOL.2                                                       | 『侍』『モナコGP』『スタージャッカー』 『シンドバットミステリー』『どきどきペンギンランド』『忍者プリンセス』のセット。 |
| 1998年 2月26日  | AC                          | パワードリフト                                                                    | |
| 1998年 4月2日   | マークIII / MD              | ファンタシースターコレクション                                                    | ファンタシースターシリーズ4部作を追加要素を加えて移植。                                                                 |
| 1998年 7月2日   | AC                          | ギャラクシーフォースII                                                            | |
| 1998年 10月15日 | MD                          | アイラブミッキーマウス ふしぎのお城大冒険 アイラブドナルドダック グルジア王の秘宝 | 『アイラブミッキーマウス ふしぎのお城大冒険』 『アイラブドナルドダック グルジア王の秘宝』をカップリング移植。           |

## セガエイジス2500シリーズ
セガエイジス2500シリーズ（SEGA AGES 2500シリーズ）はセガの名作を2,500円（税抜）の廉価版ソフトとしてPlayStation 2で発売したシリーズ。
当初は、オリジナル版で擬似3Dだった『スペースハリアー』を3Dポリゴンでリメイクするなど、名作のリメイク版のみを収録する傾向が強かった。しかし、このようなリメイクやアレンジは一部のユーザーからは不評だったこともあり、途中から「オリジナル版+リメイク版」や「オリジナル版の完全移植」に方針が変更された。1度はリメイク版として発売した『スペースハリアー』もアーケード版、セガ・マークIII版の完全移植版を、Vol.20『スペースハリアーII』として発売した。
当初はSIMPLEシリーズで廉価版ソフトのノウハウを持つディースリー・パブリッシャーとセガの合弁企業であるスリーディー・エイジスから発売していたが、3D Agesが2005年9月をもって解散したため（2005年12月に清算結了）、Vol.16以降はセガからの発売となっている。
シリーズの枠内でできるタイトルはほとんどやり尽くしたという理由から、Vol.33の『ファンタジーゾーン コンプリートコレクション』をもってシリーズは一時休止が告知されたが、プロデューサーはインタビュー記事において「シリーズが終了したわけではなく、シリーズ新作が出る可能性はある」という趣旨のコメントをした。 

### シリーズ
一部のタイトルはPlayStation 3向けのゲームアーカイブス（下記表では「GA」と英略）で配信中。
| Vol. | 発売日          | GA 発売日       | オリジナル プラットフォーム    | タイトル                                                        | 備考 |
| ---- | --------------- | --------------- | ------------------------------ | --------------------------------------------------------------- | --- |
| 1    | 2003年 8月28日  | -               | マークIII                      | ファンタシースター generation:1                                 | |
| 2    | 2003年 8月28日  | -               | AC                             | モナコGP                                                        | |
| 3    | 2003年 8月28日  | -               | AC                             | ファンタジーゾーン                                              | |
| 4    | 2003年 9月25日  | -               | AC                             | スペースハリアー                                                | |
| 5    | 2003年 9月25日  | -               | AC                             | ゴールデンアックス                                              | |
| 6    | 2004年 1月15日  | 2013年 7月17日  | AC                             | イチニのタントアールと ボナンザブラザーズ                       | 『タントアール』&『イチダントアール』と『ボナンザブラザーズ』のカップリング。 |
| 7    | 2003年 12月18日 | -               | AC                             | コラムス                                                        | |
| 8    | 2004年 2月26日  | -               | AC                             | バーチャレーシング フラットアウト                               | |
| 9    | 2004年 2月26日  | -               | AC                             | ゲイングランド                                                  | |
| 10   | 2004年 3月18日  | -               | AC                             | アフターバーナーII                                              | |
| 11   | 2004年 3月25日  | -               | マークIII                      | 北斗の拳                                                        | リメイク版とセガ・マークIII版のセット。 |
| 12   | 2004年 5月24日  | -               | AC / PS / GG                   | ぷよぷよ通 パーフェクトセット                                   | PlayStationで発売された『ぷよぷよ通 決定盤』をベースに、演出面ではグラフィックの描き直し、声優の変更、漫才デモに字幕が追加されたほか、GG版『なぞぷよ』、『なぞぷよ2』から移植された「なぞぷよ」モードが追加。 おまけ要素として、前述したシリーズ11作品のPVが収録。 |
| 13   | 2004年 5月27日  | -               | AC                             | アウトラン                                                      | |
| 14   | 2004年 7月29日  | -               | AC                             | エイリアンシンドローム                                          | |
| 15   | 2004年 7月29日  | -               | AC / SS                        | デカスリート・コレクション                                      | 『デカスリート』、『ウインターヒート』、『バーチャアスリート』のスポーツゲームセット。 |
| 16   | 2004年 10月14日 | -               | AC                             | バーチャファイター2                                             | |
| 17   | 2005年 3月24日  | -               | MD                             | ファンタシースター generation:2                                 | リメイク版とメガドライブ版のセット。 |
| 18   | 2005年 4月28日  | -               | AC                             | ファイティングバイパーズ                                        | |
| 19   | 2005年 8月18日  | 2012年 7月25日  | SS                             | ドラゴンフォース                                                | 絵を描き直しボイスを追加したリメイク版だが、セガサターン版の絵も選択可能。 |
| 20   | 2005年 10月27日 | 2012年11月21日  | AC / マークIII / GG            | スペースハリアーII 〜スペースハリアーコンプリートコレクション〜 | アーケード版『スペースハリアー』、セガマークIII版『スペースハリアー』、『スペースハリアー3D』、『スペースハリアーII』のセット。 隠しタイトルとしてゲームギア版も収録。 |
| 21   | 2005年 10月27日 | -               | AC / マークIII                 | SDI&カルテット 〜SEGA SYSTEM 16 COLLECTION〜                    | それぞれ、アーケード版とセガ・マーク3移植版のセット。 |
| 22   | 2005年 12月22日 | 2012年 10月17日 | AC / マークIII / SG-1000       | セガメモリアルセレクション                                      | セガの初期タイトル5作『ヘッドオン』、『トランキライザーガン』、『ボーダーライン』、『コンゴボンゴ』、『どきどきペンギンランド』のセット。 オリジナル版とアレンジ版の両方を収録。 |
| 23   | 2006年 2月23日  | -               | MD                             | アドバンスド大戦略-ドイツ電撃作戦-                              | 初期版には不具合が存在したため、メーカーで修正版（ゲームディスクの印刷面が青色）との交換を実施していた（公式サイト参照）。 |
| 24   | 2006年 2月23日  | 2012年 9月19日  | MD / SMS / GG                  | ガンスターヒーローズ 〜トレジャーボックス〜                     | トレジャーの開発したメガドライブ用ソフト『ガンスターヒーローズ』、『ダイナマイトヘッディー』、『エイリアンソルジャー』のセット。 海外版同時収録の他、隠し要素でマスターシステム、ゲームギア版、開発途中版など計10本収録。 |
| 25   | 2006年 4月27日  | 2012年 8月22日  | AC / SS                        | ダイナマイト刑事                                                | グラフィックリメイク版、セガサターン版の収録の他、おまけゲームとしてエレメカ『ペリスコープ』を収録。 |
| 26   | 2006年 4月27日  | -               | SS                             | パンツァードラグーン                                            | グラフィックリメイク版（差異は少ない）、セガサターン版を収録。 |
| 27   | 2006年 6月29日  | -               | AC                             | ラストブロンクス -東京番外地-                                   | |
| 28   | 2006年 9月28日  | -               | AC / MD                        | テトリスコレクション                                            | 2006年版のルール（ガイドライン）に準拠した最新バージョン『テトリス：ニューセンチュリー』に加え、アーケード版『テトリス』（システム16版、システムE版）、『フラッシュポイント』、『ブロクシード』といったセガのテトリス系ゲームを収録。 ボーナスタイトルとして、ライセンスが得られず発売中止になったメガドライブ版『テトリス』、隠し要素で未発売のメガドライブ版『フラッシュポイント』も収録。 |
| 29   | 2007年 3月8日   | -               | AC / マークIII / MD / SMS / GG | モンスターワールド コンプリートコレクション                     | モンスターワールドシリーズ4作に『ワンダーボーイ』、『モンスターレア』を加えた全6作のアーケード版、移植版（メガドライブ、マスターシステム、ゲームギア版）、海外版など合わせて16本収録。 |
| 30   | 2007年 7月26日  | 2013年 6月19日  | AC / MD / SMS                  | ギャラクシーフォースII スペシャル エクステンデッド エディション | アーケード版の完全移植に加えグラフィックをリニューアルしワイド画面に対応したNEO CLASSIC、メガドライブ、マスターシステム版を収録。 |
| 31   | 2007年 10月25日 | -               | AC                             | 電脳戦機バーチャロン                                            | |
| 32   | 2008年 3月27日  | 2012年12月19日  | マークIII / MD / GG            | ファンタシースター コンプリートコレクション                     | 初代『ファンタシースター』、『ファンタシースターII 還らざる時の終わりに』、『時の継承者 ファンタシースターIII』、『ファンタシースター 千年紀の終りに』、『ファンタシースターII テキストアドベンチャー』、『ファンタシースターアドベンチャー』、『ファンタシースター外伝』を収録。 セガサターン版コレクションにあった移動速度選択やセーブデータ増加などに加え難易度変更機能が追加。 |
| 33   | 2008年 9月11日  | 2014年 4月16日  | AC / MD / GG / FC              | ファンタジーゾーン コンプリートコレクション                     | ファンタジーゾーンシリーズ各作品を収録。 収録作は『ファンタジーゾーン』、『ファンタジーゾーンII』、『オパオパ』、『ギャラクティックプロテクター』、『ファンタジーゾーンGear オパオパJr.の冒険』、『スーパーファンタジーゾーン』の6作だが、アーケード版、家庭用移植版、海外版等のバリエーションで11本を収録。 その中には本タイトルのために新規リメイクしたシステム16版『ファンタジーゾーンII』も含まれる。 シークレットタイトルはファミリーコンピュータ版『ファンタジーゾーン』（サンソフト）をベースに、グラフィックやサウンドを強化した『ファンタジーゾーン ネオクラシック』。 シリーズの区切りとして、究極サウンドモード「セガ・サウンド・トレジャーボックス」を搭載。 本作収録作品に加え、シリーズの過去7作品（Vol.20、Vol.21、Vol.25、Vol.28、Vol.29、Vol.30、Vol.32）のセーブデータがあればそのソフトの収録作品のBGMも聞くことが出来る。 PS2においてCD-ROM媒体で収録された日本国内では最後のゲームソフトとされる。 |

## セガエイジスオンライン
PlayStation 3およびXbox 360向けのオンライン配信サービス。日本版含む海外版およびバージョン違いの収録、トライアルモード（オンラインによるスコアやタイムアタック）、リプレイモード（保存とランキングからのその場再生かDL）、ジュークボックス機能、どこでもセーブとロードが可能、プレイ中のオンライン待ち受け機能、トロフィー・実績の実装などが新たに追加されている。
アドバタイズデモ、コインクレジット投入、画面下部に表示される走査線などを忠実に再現している。

### PlayStation 3
各600円（税込）
一部のタイトルはPlayStation 3向けのゲームアーカイブスで配信中。
| 発売日         | GA 発売日 | オリジナル プラットフォーム | タイトル                              | 備考         |
| -------------- | --------- | --------------------------- | ------------------------------------- | ------------ |
| 2012年 5月23日 | -         | マークIII                   | アレックスキッドのミラクルワールド    |              |
| 2012年 5月23日 | -         | MD                          | ザ・スーパー忍                        |              |
| 2012年 5月23日 | -         | AC                          | スーパーハングオン                    | 3D立体視対応 |
| 2012年 5月23日 | -         | マークIII                   | ワンダーボーイ モンスターランド       |              |
| 2012年 5月23日 | -         | MD                          | ワンダーボーイV モンスターワールドIII |              |
| 2012年 5月23日 | -         | MD                          | モンスターワールドIV                  |              |

### Xbox 360
各800マイクロソフトポイント
| 発売日         | オリジナル プラットフォーム | タイトル                       | 備考 |
| -------------- | --------------------------- | ------------------------------ | --- |
| 2012年 5月23日 | マークIII / AC              | セガクラシックコレクション     | 「アレックスキッドのミラクルワールド」、「ザ・スーパー忍」、 「スーパーハングオン」のセット （スーパーハングオンは3D立体視対応）。 2023年2月7日、Xbox 360向けストアでの配信・販売終了予定。                         |
| 2012年 5月23日 | マークIII / MD              | モンスターワールドコレクション | 「ワンダーボーイ モンスターランド」、「ワンダーボーイV モンスターワールドIII」、 「モンスターワールドIV」のセット。 2024年12月6日、Xbox OneとXbox Series X/S向けMicrosoft Storeの配信・販売終了予定。               |
| 2012年 5月30日 | AC / MD                     | ゴールデンアックスコレクション | 「ゴールデンアックス」、「ゴールデンアックスII」、「ゴールデンアックスIII」のセット （1はアーケード、2と3はメガドライブの移植）。 2024年12月6日、Xbox OneとXbox Series X/S向けMicrosoft Storeの配信・販売終了予定。 |
| 2012年 5月30日 | MD                          | ベア・ナックルコレクション     | 「ベア・ナックル 怒りの鉄拳」、「ベア・ナックルII 死闘への鎮魂歌」、 「ベア・ナックルIII」のセット。 2024年12月6日、Xbox OneとXbox Series X/S向けMicrosoft Storeの配信・販売終了予定。                              |
| 2012年 11月7日 | MD                          | トージャム&アールコレクション  | 「トージャム&アール」、「トージャム&アール パニック・オン・ファンコトロン」のセット （2は国内では初の発売）。 2024年12月6日、Xbox OneとXbox Series X/S向けMicrosoft Storeの配信・販売終了予定。                     |

## Nintendo Switch版
2018年9月20日から、「ニンテンドーeショップ」を経由した有料のダウンロード作品として2作品を配信開始してスタートした。なお、当初の開始予定は8月だったが前記の日程に延期された。
以降、おおむね1ヶ月に1作ペースで配信、2020年8月26日の配信で、当初予定していた19作品のリリースを全て完了した。なお、本来は初リリース以降も2作同時リリースのペースを目標としていた。
開発は「セガエイジス2500シリーズ」後期と同じく有限会社エムツー(M2)が担当。Nitendo Switch版はテレビゲームのオンライン化が一般的な時代に配信開始したのでオンライン対戦プレイやネットランキングなどの導入が積極的に行われている。奥成洋輔は、Nintendo Switchを携帯した際の遊びやすさを気にして制作していきたいとの意気込みを、2018年のNintendo Dreamで語った。

### 関係する人物
- 奥成洋輔（シリーズスタート当時はセガゲームス、現在はセガの社員） - 本シリーズでは「シニアプロデューサー」職。「セガエイジス2500シリーズ」中核スタッフ。
- 堀井直樹 - 株式会社エムツー代表取締役。開発現場のボス。
- 小玉理恵子 - 奥成と同様の経緯で生前はセガ社員。Switch版「SEGA AGES」シリーズ全体を統括する「リードプロデューサー兼ディレクター」職。オリジナル版ではスタッフだった『ファンタシースター』（第1作目）がSwitch版「SEGA AGES」に移植する際にもアドバイスなどをしている。

### 制作経緯
奥成をはじめとした中核スタッフは、同シリーズ展開終了後、セガ3D復刻プロジェクトで同種の移植シリーズを展開。最終作となった『セガ3D復刻アーカイブス3 FINAL STAGE』の企画を進めていた2016年の初旬頃から、再び据え置き機でセガレトロゲーム移植作を展開したいという企画を進めていた。『セガ3D復刻アーカイブス3 FINAL STAGE』リリース以降にこの企画が本格化。ブレインストーミング中には様々な案があり、一時期はバーチャル・リアリティヘッドセット向けソフト化も検討されたこともあったものの、ユーザーのニーズが合わなかったと判断され、お蔵入りになった。最終的にはNintendo Switchという「携帯も出来る据え置きゲーム機」の発表が好機となり、同ハード向けに制作することとなった。
シリーズ名称は、松原健二（当時のセガゲームス代表取締役社長）による「新生としてリブートをかけるなら、ブランドを立てなさい」との指示が決め手となり、後に欧米のスタッフの意見も採り入れ全世界展開が決まったこともあり、ワールドワイドに意味が通りやすい「SEGA AGES」の名前に落ち着いた。
最初に提出したロゴデザイン案は90種類もあったが、日本とアメリカとヨーロッパのスタッフ、開発とマーケティングと宣伝などの部署が参加し、デザインを投票した結果、ドットデザインが選ばれた。その理由について、小玉は「スタッフの多くは、ドット風の文字デザインに、昔遊んだゲームの思い出が詰まっていると感じており、今回の復刻シリーズに相応しいという意見でした。また、カラーリングはデザイン案として虹色やスチームっぽい質感の硬いデザインなどもありましたが、セガと言えばやっぱりブルーが良い、という意見が多く、このデザインに決めました。」と述べた。
当初の予定は全てのタイトルを2018年から2019年の半年間で全部出すつもりだったが、実際は様々な難解な問題が生じて2年掛かった。この時の奥成は驚いた。

### タイトル一覧
正式なタイトルには作品名の頭に「SEGA AGES」が付く。下記では省略。
| 配信日         | タイトル                           | 当時の発売日と稼働年 | オリジナルプラットフォーム | 途中ロード | ランキング | リプレイ | プレイ人数 | 備考                                                                                              |
| -------------- | ---------------------------------- | -------------------- | -------------------------- | ---------- | ---------- | -------- | ---------- | ------------------------------------------------------------------------------------------------- |
| 2018年09月20日 | ソニック・ザ・ヘッジホッグ         | 1991年7月26日        | メガドライブ               | ●          | ●          | ●        | 1人        | 海外版とメガプレイ版も収録 スピンダッシュ、リングキープモード                                     |
| 2018年09月20日 | サンダーフォースIV                 | 1992年7月24日        | メガドライブ               | ●          | ●          | ●        | 1人        | 海外版（北米のみ）も収録 STYXモード、キッズモード                                                 |
| 2018年10月31日 | ファンタシースター                 | 1987年12月20日       | セガ・マークIII            | ●          |            |          | 1人        | 海外版も収録 モンスター図鑑、オートマッピング機能、ひらがなモード、FM音源ユニット                 |
| 2018年11月29日 | アウトラン                         | 1986年9月25日        | アーケード                 | ●          | ●          | ●        | 1人        | 60fps、ワイド画面、BGM追加、ジャイロコントローラー対応、マシンのチューンナップ                    |
| 2018年12月27日 | ゲイングランド                     | 1988年11月           | アーケード                 | ●          | ●          | ●        | 3人        | 海外版も収録 縦画面、フルメンバーモード、ヘルパー機能 携帯モードのみスキャンライン非対応          |
| 2019年02月21日 | アレックスキッドのミラクルワールド | 1986年11月1日        | セガ・マークIII            | ●          | ●          | ●        | 1人        | 海外版とプリインストール版も収録 AGESモード、チャレンジモード、ヘルパー機能                       |
| 2019年03月28日 | ぷよぷよ                           | 1992年10月           | アーケード                 | ●          | ●          | ●        | 2人        | 海外版も収録 オンラインプレイ、クイックターン                                                     |
| 2019年04月25日 | バーチャレーシング                 | 1992年8月            | アーケード                 |            | ●          | ●        | 8人        | 海外版も収録 60fps、グランプリレース、オンラインプレイ                                            |
| 2019年05月30日 | ワンダーボーイ モンスターランド    | 1987年8月            | アーケード                 | ●          | ●          | ●        | 1人        | 海外版も収録 レバガチャボタン、マネーハングリーモード、チャレンジモード                           |
| 2019年06月27日 | スペースハリアー                   | 1985年12月13日       | アーケード                 | ●          | ●          | ●        | 1人        | ワイド画面、コマイヌ・バリア・アタック、操縦桿操作、HD振動                                        |
| 2019年08月08日 | コラムスII                         | 1990年9月            | アーケード                 | ●          | ●          | ●        | 2人        | オンラインプレイ                                                                                  |
| 2019年09月26日 | イチダントアール                   | 1994年6月            | アーケード                 | ●          | ●          | ●        | 4人        | 海外版も収録 メガドライブモード、クエストモード、コンペモード、フリーモード、オンラインプレイ     |
| 2019年10月31日 | 忍 -SHINOBI-                       | 1987年11月           | アーケード                 | ●          | ●          | ●        | 1人        | 海外版も収録 近接攻撃、HD振動、キャビネット、ヘルパー機能、AGESモード                             |
| 2019年11月28日 | ファンタジーゾーン                 | 1986年3月            | アーケード                 | ●          | ●          | ●        | 1人        | 初期版と修正版も収録 コインストック、エクストラボス、ウパウパモード、タイムアタックモード、HD振動 |
| 2020年01月16日 | ぷよぷよ通                         | 1994年9月            | アーケード                 | ●          | ●          | ●        | 2人        | オンラインプレイ、かちぬきモード、ふたりでぷよぷよモード、キャラクター紹介、ぷよの色設定          |
| 2020年02月13日 | ソニック・ザ・ヘッジホッグ2        | 1992年11月21日       | メガドライブ               | ●          | ●          | ●        | 2人        | 海外版とナックルズ版も収録 ドロップダッシュ、リングキープ、スーパーモード                         |
| 2020年03月26日 | G-LOC AIR BATTLE                   | 1990年               | アーケード                 |            | ●          | ●        | 1人        | AGESモード                                                                                        |
| 2020年05月14日 | サンダーフォース AC                | 1990年12月           | アーケード                 | ●          | ●          | ●        | 1人        | 海外版も収録 RYNEXモード、キッズモード                                                            |
| 2020年08月26日 | ヘルツォーク ツヴァイ              | 1989年12月25日       | メガドライブ               | ●          | -          | ●        | 2人        | オンライン対戦プレイ可能 オリジナルチュートリアルモード                                           |